# مسبار الأعماق

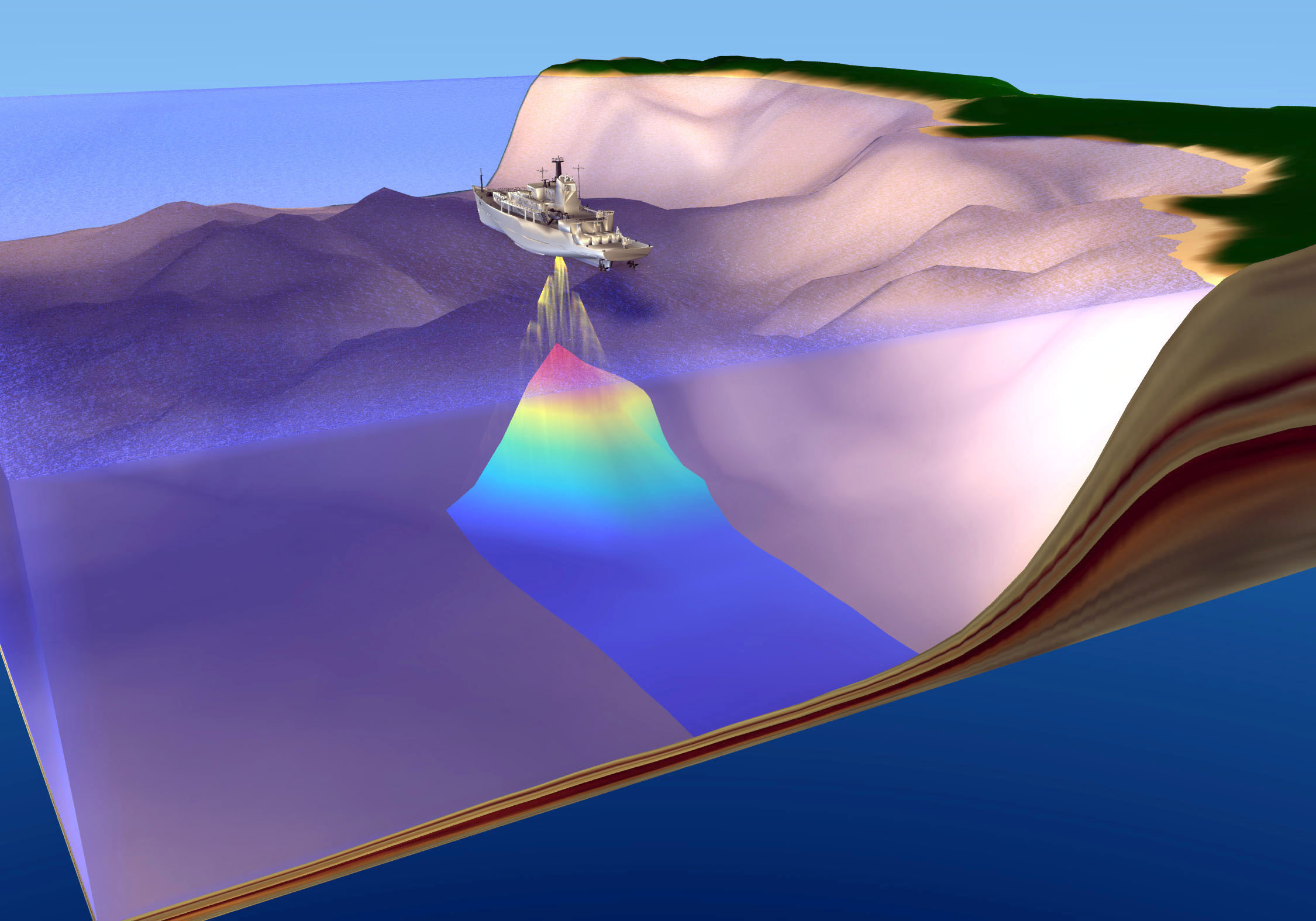
رسم توضيحي لسبر أعماق بالصدى باستخدام مسبار أعماق بالصدى متعدد الحزم.

مِسبار الأعماق أو مِسبار مائي أو مِسبار الصَّدى وهو جهاز فوق صوتي يُستخدم في النقلات المائية لقياس عمق المياه في البحار. حيث يتم ذلك عن طريق قياس الزمن (منذ لحظة إطلاق أمواج صوتية -داخل الماء- حتى لحظة وصول الأمواج المرتدّة إلى الجهاز -نتيجة إصطدامها مع أرض المياه البحرية-). إن عملية القياس في هذا الجهاز مشابهة جدا لآلية عمل السونار، حيث يعمل السونار على اكتشاف ما هو تحت الماء أفقيا وليس لقياس عمق المياه كما مسبار الأعماق، أي بشكل عمودي.